# 大楠苏瓦
大楠苏瓦（法語：Nançois-le-Grand，法語發音：[nɑ̃swa lə ɡʁɑ̃]）是法国默兹省的一个市镇，属于科梅尔西区。

## 地理
大楠苏瓦（48°43'0"N, 5°22'54"E）面积9.25 平方千米，位于法国大東部大區默兹省，该省份为法国西北部内陆省份，北与比利时接壤，西接马恩省和阿登省，南至上马恩省和孚日省，东临默尔特-摩泽尔省。
与大楠苏瓦接壤的市镇（或旧市镇、城区）包括：维勒龙库尔、埃尔讷维尔欧布瓦、尚特赖讷、艾尔河畔圣欧班。

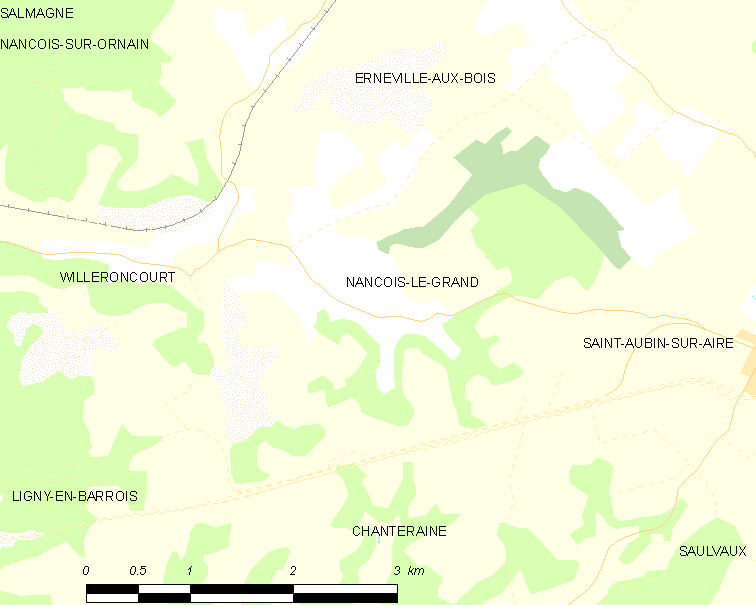
大楠苏瓦的OSM定位图

大楠苏瓦的时区为UTC+01:00、UTC+02:00（夏令时）。

## 行政
大楠苏瓦的邮政编码为55500，INSEE市镇编码为55371。

## 政治
大楠苏瓦所属的省级选区为沃库勒尔县。

## 人口

1962-2008年间大楠苏瓦人口变化图示

大楠苏瓦于2022年1月1日时的人口数量为74人。